# Golpe de Estado na República Centro-Africana em 2013
O golpe de Estado na República Centro-Africana em 2013 foi uma insurreição na República Centro-Africana ocorrida durante o mês de março de 2013, que culminou com no exílio do presidente da República Centro-Africana, François Bozizé.

## Antecedentes
Em 2004, iniciou-se uma revolta contra o presidente François Bozizé por parte de uma aliança entre a União das Forças Democráticas para a Reunificação e outros grupos menores. Bozizé havia se declarado presidente do país no ano anterior, depois de liderar uma revolução contra o ex-presidente, Ange-Félix Patassé. A guerra civil terminou em 2007 com um tratado de paz entre os rebeldes e o governo.
Em 2012, iniciou-se uma nova revolução contra Bozizé liderada pelo grupo Séléka CPSK-CPJP-UFDR, acusando o governo de violações do acordo de paz. Em dezembro daquele ano, uma ofensiva conseguiu assumir o controle das cidades de Bamingui, Bria, Kabo, Bambari e Kaga-Bandoro. Na véspera de Natal, forças rebeldes cercaram a capital, Bangui. O governo da República Centro-Africana solicita a ajuda das forças internacionais, o que foi rejeitado por países como a França, embora a Comunidade Econômica dos Estados da África Central anunciasse um aumento de suas forças de manutenção da paz que permaneceriam no país até o fim da guerra civil. Enquanto isso, os Estados Unidos e a Cruz Vermelha evacuaram seu pessoal instalado ali.
A insurreição continuou durante janeiro e fevereiro de 2013. Foi sugerido que o Presidente Bozizé poderia formar um governo de coalizão com os rebeldes, a fim de fazer reformas à Constituição do país. Em 11 de janeiro, um cessar-fogo foi estabelecido e a Assembleia Nacional da República foi dissolvida para convocar novas eleições.

## Golpe
Em 22 de março, os rebeldes romperam o cessar-fogo, tomando o controle das cidades de Damara e Bossangoa. Então veio um temor de que Bangui seria tomada a qualquer momento, causando pânico na população.  No dia 23 de Março , os rebeldes conseguem entrar na capital após violentos combates nos bairros circundantes do Palácio do Governo. No dia seguinte(24 de Março), os revolucionários conseguiram tomar o controle do complexo governamental após combates intensos entre eles e os defensores do local. Bozizé fugiu para a República Democrática do Congo e Michel Djotodia surgiu como presidente interino. Finalmente com François Hollande no poder, a França decidiu enviar uma força com cerca de 2.000 soldados na chamada Operação Sangaris.

## Reações
- União Africana: decide suspender a República Centro-Africana após a ruptura institucional.[10]